# 清零政策
清零政策或零感染政策（中國大陸称動態清零）是一種應對传染病（尤其是嚴重特殊傳染性肺炎）的防疫政策。當发现一例确诊病例時，即在医学收治的同时进行流行病学调查、隔离一切有接触可能性人员、控制病毒的影响范围，以减少传播和确诊人数。於2019冠状病毒病疫情爆發初期，中国大陆及澳洲、新西兰等地均採取此政策应对感染風險，以避免醫療量能崩潰造成大量重症及死亡。隨著疫情發展，疫苗接種普及、對病毒的認知加深、醫療量能優化、新興技術推出及病毒演化杀伤力下降，世界衛生組織表明清零政策不可持續。在清零政策日發艱難、代價持續上升、必要性不斷下降及平衡民生經濟旅遊的考量之下，全球絕大部分地區在2021年起陸續改為搭配多種手段来进行長期防疫的與病毒共存。越南以及厄立特里亞亦陸續退出了清零政策。曾经长期严格执行清零政策的中国大陆，爆发反對該政策的白紙運動，在2022年11月底12月初各地陆续松绑防疫政策，至12月7日“新十条”颁布，中国大陆事实上放弃“动态清零”，寻求与病毒共存。

## 概述

### 清零策略演變
在2019冠状病毒病疫情中，清零政策的英语表记包括Zero-COVID、COVID-Zero或FTTIS（英語：Find, Test, Trace, Isolate and Support，即寻找、检测、追踪、隔离和支援），认知到疫情将永久化後，多數地區停止絕對清零政策。2021年8月，动态清零一词表示中国大陆开始进入“动态清零”阶段，然而仍时有采取高强度封锁（俗称封城）的清零，对社会的影响备受关注。

### 社會面的動態清零
隨著清零的成本及代價逐漸增加，精准防疫最先在上海市被提倡及執行，對入境人員實施嚴格的隔離及閉環管理，並且投入大量資源對病例快速追踪、封區及排查，達到社區病例清零，官方在2021年9月宣稱“精准防疫”為上海的疫情防控築起铜墙铁壁。其後又有社會面清零的概念被提出，作為清零重啟的方式，“社會面清零”最早出現於2021年底的西安，指的是當城區內的小區出現病例後，便把小區的所有人員都移送隔離或遷移出城區外，這樣主城區就可視為達到社會面清零，經濟可提早恢复。後來到上海進一步鬆綁，變成要求確診者「不在隔離區以外傳播」，此條件達成便開放，上海在2022年3月疫情大爆發後，4月30日首次達到社會面清零，無外出感染者，新增病例均在隔離管控中發現，並允許有限人員、有限區域、有限活動的購物，即是清零例子之一，但實際執行上因為基層官員、街道辦及居委會要避免發生疫情後遭上級追究及問責，執行防疫時經常發生「層層加碼」的情況，小區即使實現「社會面清零」也未獲得解封，返回上海的居民在5月24日仍是遭遇層層障礙。此外与之配套的封锁管理的标准也有所变化，「封閉式管理」是指對隔离家户的社区實施管制，對進出區域的人員、車輛進行控管，包含居民憑證進出、外來人員及車輛登記備案等，快遞、外賣等人員送至社區指定區域，由居民自行領取，其余照常營運。「封控」指對多个小區、大樓進行管制，城市的其他地方，視當地規則，有不同程度的運作。服务、對外的交通等一般会有，但需持有效期限內的核酸檢測證明才可使用。「封城」、「封省」则是最严格的，武汉、西安曾经历76以及32天的封锁，但西安方式稍有放寬。例如，人員经審批證明得以離開该市，每戶每兩日允許一人出外採購物資等，上海封控后还出现称作全域静态管理的词汇，起初基本与严厉封城相同，2022年4月1日开始，採精细化的「階梯式管控」，开始畫分封控、管控、防範三個區，封控區是對发现感染者的樓棟採至少14天封閉管理措施，小区内其他人則採「七天封閉管理+七天社區健康管理」；管控區採落實七天社區健康管控；防範區則只需要自行实施7天自我健康管理。
现行的中国大陆动态清零政策主要采用社会面清零法，其中清零各区域标准比较细致，以上海封城后发展的「全域静态管理」为例，具体清零提早开放的标准详述如下所示：
- 已經清零非中心城區，可在所在街鎮內活動，區內可逐步恢複公共交通，私家車可在區內有限通行。
- 已經清零的中心城區，可以城區內活動，步行前往超市、藥店等等商圈。
- 還未清零非中心城區，可限時限戶在所在街鎮內活動，限時前往開放的店家。
- 還未清零的中心城區，可在小區內活動，每戶指定1人，7天2次限時、分批前往指定的超市購物、藥店配藥等。

### 精准防控的發展與變化
2022年6月份之后，全面禁止出门的封城一词渐渐不再使用，而是以靜默來描述经过筛检阴性者可以出门、分区限行这种稍微松绑的状态。不过政府指官员仍有责任要极力避免这种情况，必须尽可能的保持「动态」。成都市使用“全体居民原则居家”一词来代替封城。
同時，頒布防疫第九版標準以及「九不准」要求後，一般來說是不允許封城，故國家衛健委在11月指出雖然要堅持動態清零，也要提高科學精準防控水準，切實保障群眾正常生產生活秩序，防止簡單化、一刀切，堅決整治層層加碼。原本未提具體放鬆防疫措施。11月11日，宣佈入境與封控已經縮短為隔離5天，國際航班熔斷也告結束，同時早前在中共中央政治局常委部署進一步優化防控工作的二十條措施後，正式發布《關於進一步優化新冠肺炎疫情防控措施　科學精準做好防控工作的通知》，大幅減少了非接觸防疫要求，轉而強調提高施打率，準備抗病毒藥物與照護床位等。中國大陸外交部強調，科學防疫是根據疫情發展趨勢調整，改革手段與決定新策略實屬必要，是優化資源的調配與平衡社會需求，不代表接受放鬆，也絕不會躺平。“二十条”发布后，中国大陆多地放宽了防疫限制，不过随着感染者的快速增加，部分地区防疫政策又有一定的收紧态势。
尽管当局强调“二十条”不是放松防控，更不是放开、“躺平”，一些地区也在“二十条”公布之后遭遇疫情反复，而一度采取较为保守的防疫策略以及后续产生的不公现象并出现若干负面舆论进而引发全國性的抗议示威，但“二十条”並未被收回，故仍被认为是中国大陆疫情爆发以来最重大的实质性放松政策，被广泛看作是一个里程碑。据路透社援引花旗银行的分析，“二十条”标志着“清零”防疫政策结束的开始，预计随着未来几个月加速推动疫苗接种，为全面开放的准备工作将展开。许多专家表示，中国不太可能立刻开始全面开放，最早也要等到2023年3月人大政协两会之后。2022年11月30日起，北京、廣州、上海等地相繼宣布管控自下月將大幅放松，官媒开始大篇幅宣传奥密克戎毒株较弱的致病性以及低重症率、低死亡率，国家卫健委发文要求加强老年人疫苗接种工作。清零強硬派孫春蘭也開口承認，變種病毒毒力減弱、疫苗接種的普及、醫療經驗的積累，表示中國疫情處於「新形勢新任務」，提早宣布了清零政策開始鬆動。根据隨後幾周各地发布的消息，“优化调整防控措施”包括但不限于：
- 除部分重点岗位工作人员外，不再开展常态化核酸检测，并提倡一般居民“非必要不做核酸”；
- 仅凭健康码即可乘坐公共交通工具、出入大多数公共场所；除KTV、网吧等密闭娱乐场所以及托老所、福利院等易感人群聚集场所外，不再查验核酸检测记录；
- 取消退热、止咳、抗病毒、抗生素药品购买登记制度；
- 部分地区取消强制性落地核酸检测。

## 中国终结动态清零

### 白纸运动爆发
在2022年10月中共二十大召開和習近平順利再次連任中共中央總書記前，習近平本人和相關黨政官員多次強調「動態清零不動搖」。据路透社报道，實際上2022年中国高级官员和医学专家一直在提出计划，结束新冠清零政策，并打算在2022年底前擬定好逐步重新开放的政策，目标是2023年3月份时宣布。而媒體均指原定最早到2023年3月份兩會結束才會逐步加寬清零政策，中共中央政治局常委、中央应对疫情工作领导小组副组长王沪宁在2022年10月下旬召开由的高级医学专家和高级官员参与的闭门会议，讨论开放方式和可能造成的结果，据知情人透露，王沪宁在会上曾反复询问与会者，放弃清零政策后在最坏的情况下会导致多少人死亡，并要求参会的官员和专家制定出各种重新开放路线图。国家卫生与健康委员会的官员提出了全面重新开放的基准条件，关键是提高老年人的疫苗接种率。据路透社报道，中央应对疫情工作领导小组组长李克强与新任中共中央政治局常委李强两人决定比预期更早地启动重新开放计划，在中国大陆执行宽松防疫措施后每天新增病例骤增，这让习近平产生了动摇且希望放缓开放，但李强反驳了习近平的要求。在白纸运动爆发之后，疫情防控改革提早實施，习近平彻底把防疫工作交给李克强和李强负责。此后，两人进一步放宽政策并提出「防疫新十条」，取消各地大规模核酸检测。另媒体人士王向伟曾撰文透露中共中央政治局委员、中共广东省委书记黄坤明曾向习近平反映尽快结束清零政策的紧迫性，从而间接推动了清零政策的终结。有分析认为白纸运动的示威浪潮对刚展开第三任期的习近平民望造成了损害。

### 抗爭危機到乙類乙管
至2022年10月，中國大陸與港澳是全球僅存奉行清零政策的地區，並出现了两年半以来的出口額首次下降，而在上海封城結束后該市几个月里一直上升的零售额也转而下滑。这些数据的表现让中国领导层感到震惊。据报道，当时的中国领导人正在研究放松防疫迈向开放的措施，但进展缓慢，也没有设定时间表。如王沪宁10月底曾主持闭门会，听取放开防疫的可能方案，“反复询问在最坏测算情况下会有多少死亡”，并要求进一步研究不同节奏的放开方案。华尔街日报报道称富士康疫情后郭台铭于11月初向习近平写信，推动了11月11日为缓解清零瓶颈矛盾的“二十条”出台，惟此举遭到郭台铭办公室否认。“二十条”出台后，习近平出访印尼G20，期间他曾批示“毫不动摇”落实清零总方针；在国内的中央应对疫情工作领导小组组长李克强和中共中央政治局常委李强则鼓励各地落实“二十条”，如石家庄市即根据二十条要求，一度暂停对市民的全员定期核酸。11月19日习近平回国后，高层即产生对防疫政策的争论，李强“顶住了习近平想要放缓开放步伐的压力”。11月26日和27日，中国一些大城市爆发了抗议活动。一些抗议者批评习近平和中共，這些引起了习近平和他核心圈子成员的警惕。据路透社在2023年3月的报导，在抗议活动之后，习近平把防疫事务彻底交给李强负责，而李强在接手防疫事务后随即开始推动更加宽松的政策用以替代之前长期执行的严格政策。11月30日，孙春兰在国家卫健委开座谈会，听专家对优化完善二十条措施提出意见建议。据称，放开的具体措施由北京市最早明确提出，随后在全国普及。12月1日，中国领导人习近平对来访的欧洲理事会主席夏尔·米歇尔表示，他认为近日中国国内示威是源于抗疫三年民众感到沮丧，示威主体是青年在校学生。习近平承认现流行的奥密克戎株远不如德尔塔株致命，这为中国进一步放开防疫措施开出了一条路，并称中国一些地区已经这样做了。习近平还表示，中国总体疫苗接种率也较高，但老年人接种率低构成挑战。习近平的回应被认为证实了中国将放开防疫政策。
2022年12月7日，国务院联防联控机制发布了《关于进一步优化落实新冠肺炎疫情防控措施的通知》（“新十条”），取消了大部分防疫限制，包括不再进行常态化核酸检测、取消绝大多数公共场所核酸及健康码要求、全力衝刺疫苗接種、不再进行区域性封控、取消跨区域流动限制、不得限制非高风险区人员流动及经营活动、允许轻症患者及无症状感染者居家隔离、醫院開始分級治療、嚴禁堵塞通道等，并且不再提及“动态清零”。一些地方在“新十条”的基础上更进一步，如山东和天津等地就明确医院接诊时不再查验患者核酸检测结果，浙江和安徽也要求党政机关带头不查验核酸。對於蒐集個人移動蹤跡並控制行動的爭議行程卡，也失去意義而於12月13日結束並刪除資料庫。入境政策方面，虽然明面上要求“5+3”，即5天集中隔离加3天居家隔离，但在“新十条”发布后，因对居家监测放松，事实上已经变成“5+0”；四川成都甚至连集中隔离时间都缩短，执行“2+3”入境政策。
2022年12月25日，中国国家卫健委宣布，从当天起不再发布每日疫情信息；相关消息将改由中国疾控中心发布，供参考和研究使用。12月26日深夜，国家卫健委宣布，将“新型冠状病毒肺炎”更名为“新型冠状病毒感染”；自2023年1月8日起，在國家法律層面上，刪除对新型冠状病毒感染采取的《中华人民共和国传染病防治法》规定的甲类传染病预防、控制措施的權限資格；新型冠状病毒感染不再纳入《中华人民共和国国境卫生检疫法》规定的检疫传染病管理，出入境管控解除後也將迎來正常化。与此同时，对违反新型冠状病毒感染疫情预防、控制措施和国境卫生检疫规定的行为，不再以妨害传染病防治罪、妨害国境卫生检疫罪定罪处罚。仍在办理案件有关的犯罪嫌疑人、被告人的羁押状态也随之解除。
但在“乙类乙管”后，养老院、福利院等高危人群聚集的特殊机构仍实行严于社会面的防疫政策。这些机构的工作人员及居住者仍需定期进行核酸或抗原检测，外来探视者也需提供核酸阴性证明方可进入，在疫情流行较为严重时可封闭管理、谢绝探视。

### 激进转向共存后引发的问题
但中國大陸開始推廣「非必要不做核酸」後，過快的放開引發恐慌，特別是無癥狀感染者也已被排除在外，而抗原確診只能在家隔離，使得依賴核酸的統計方面漏報頻頻，數據難以分析，鍾南山也承認可能日增最多會達到數十萬人，儘管人數報告尚未能出場，但已經開始有資深的老記者病故被報導，根據《北京人》雜誌在放開一週後對外籍人士的網路調查，有9%的人已經在12月1日之前出現感染症狀，而高達58%的人則自該日期之後篩檢出感染，只剩三分之一陰性。故推測北京市民中也應該早已經有一定比例的人口被感染。
中國社群媒體上流傳的一份「12月21日國家衛健委會議紀要」顯示，卫健委下属的国家疾控局副局长孙阳在会议上通報了估算结果：12月1日至20日，中國累計感染人數接近2.48億，感染率約17.56%。彭博社及《金融時報》稱已從與會人士處確認了該會議紀要屬實。浙江省則公開了自己錄得日增100萬人的數據。義大利倫巴底大區當局表示，來自中國的旅客中約半數篩檢結果呈陽性。多國相繼祭出臨時性的篩檢與照護措施。
第一波急診高峰中，各地有相當大一部分人去醫院只是為了買藥。退烧药、呼吸道治疗药物出现短缺，抗病毒药物紧缺。放棄清零政策時，中國高齡老人的疫苗接種率，特別是加強針接種率仍較低。根據官方11月28日公佈的數據：中國60歲以上人口中約69%接種了疫苗加強針；80歲及以上老人中65.8%全程接種疫苗，40.38%接受疫苗加強針，80歲以上老人的加強針接種率在東亞國家中墊底；約2500萬60歲以上人口沒有接種過疫苗。12月7日，中國國務院發佈《關於進一步最佳化落實新冠肺炎疫情防控措施的通知》，再次重申「加快推進老年人新冠病毒疫苗接種」。三年疫情后，中國醫療床位，特別是加護病房床位数量仍有所不足。據官方2019年6月公布的數據，中國每千人的醫療床位數為6.51張。如今這一數字小幅增加至6.7張。2021年復旦大學公共衛生學院有團隊預測，中國每10萬常住人口綜合ICU床位數為4.37張。2022年11月12日，根據衛健委數據，中国每10萬人ICU床位不到4張。12月9日，据衛健委醫政司，ICU床位已達13.81萬張，接近10張/10萬人，但供需仍然失衡。中國國家衛健委宣布已要求各地在12月底前完成對ICU的擴容和改造。
與幾個月前和去年同期相比，中國多個城市出現了殯儀館排隊的情況，高校和研究所等機構接連發出退休或在職老人的訃告，也有很多名人在社群媒體哀悼家中逝世老人。西雅圖的健康指標與評估研究所（Institute for Health Metrics and Evaluation, IHME）稱，這一波擴散死亡峰值在32萬左右，如果按照當前醫療能量繼續推估，應該在近一百萬左右的死亡人數，不過稍微優於此前《自然醫學》雜誌上5月份針對疫情發表的模擬，當時另一項研究在放鬆防疫條件下最嚴重死亡數為160萬人。不過中國政府採用特定標準來定義新冠死亡，而非全口徑死亡數，嚴格來說確認的死亡率數字自然很低，甚至一度只有個位數而被國際質疑，中國大陸也面臨內部因數據不透明的信任壓力，在導致WHO嚴肅關切公佈狀況，以及境外機場因為擔心疫情而導致與日韓陷入簽證外交爭執後，隨後中國大陸政府突允許將醫院統計的死亡數分享，中國官員指12月8日至1月12日在醫院院內的不治人數為6萬人，並稱未來將會每月對外發佈最新疫情供各國了解，而外界正面回應但稱仍希望能知道所有的感染與概略死亡總數。因為缺乏數據，根據後續模型推估，取決於政策程度與人群行為，因放開後導致的染疫死亡人數總共約在97萬到187萬人的區間。

## 具體表現
除了抗疫所通常實行的強制戴口罩及入境者需強制檢疫外，清零政策可包括但不限於下列具體表現：
- 嚴格的社交距離限制，包括禁止多人聚集（即限聚令）、停課、關閉公園遊樂設施、暂停部分或全部公共交通工具、以至限制跨家庭聚會等、並主動採取罰款執法。并利用線上平台進行網課或封鎖學校，以確保教學活動正常進行。[87][88]
- 嚴格的疫苗接種政策，例如香港規定疫苗通行證限制未接種疫苗者進入商場、食肆等場所。[89]
- 積極追蹤病者並找出傳播鏈，並利用追蹤工具（如香港安心出行、台灣簡訊實聯制等）作流行病學調查，配合強制檢疫令務求將確診人數降低。並立例強制市民進入特定場所需使用；針對高風險地區或透過化驗（主要對象為公共屋村）污水樣本，圍封特定住宅範圍作強制檢測等，
- 對確診者及密切接觸者以及入境人士[90]實行強制檢疫令，包括強制遷入政府提供的隔離設施, 或強制居家檢疫。
- 將市民以有否患病以及是否需要排查區分，如健康碼政策[91]。
- 對高風險商舖（食肆，酒吧，健身場所，髮型屋等）施以營業限制，包括強制停業數周以至數月。有些地方政府還會封社區甚至封城[92]
- 全員核酸檢測計劃

在中國大陸，大部分采用封闭式管理的地区的村庄、小区、单位仅保留一个出入口，每户出入的次数受到限制，有些地方禁止夜間出入，極端情況下全天禁止出入。进出人员要求佩戴口罩，还会接受体温检测。有些地区向民众发放出入券，凭券和有效证件进出。也有些地区同时允许民众在微信小程序或公众号及一些app上自行申报，凭系统认证图码进出。快递、外卖人员通常被禁止入内。有确诊病例的小区管控更加严格，甚至出現私自將確診住戶鐵門焊死的事件。

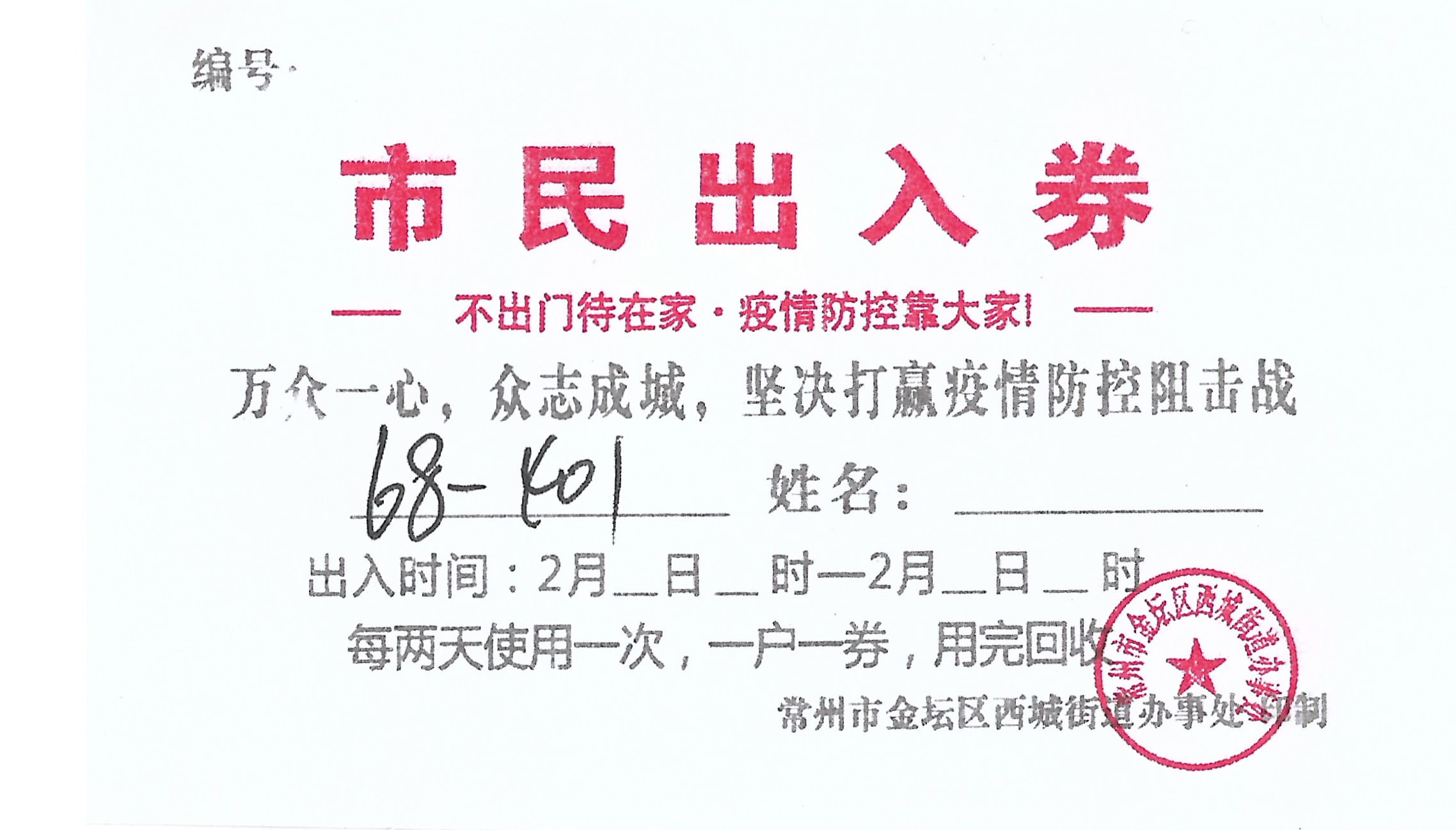
江苏省常州市金坛区实行封闭管理，市民每两天方许持券外出采购一次
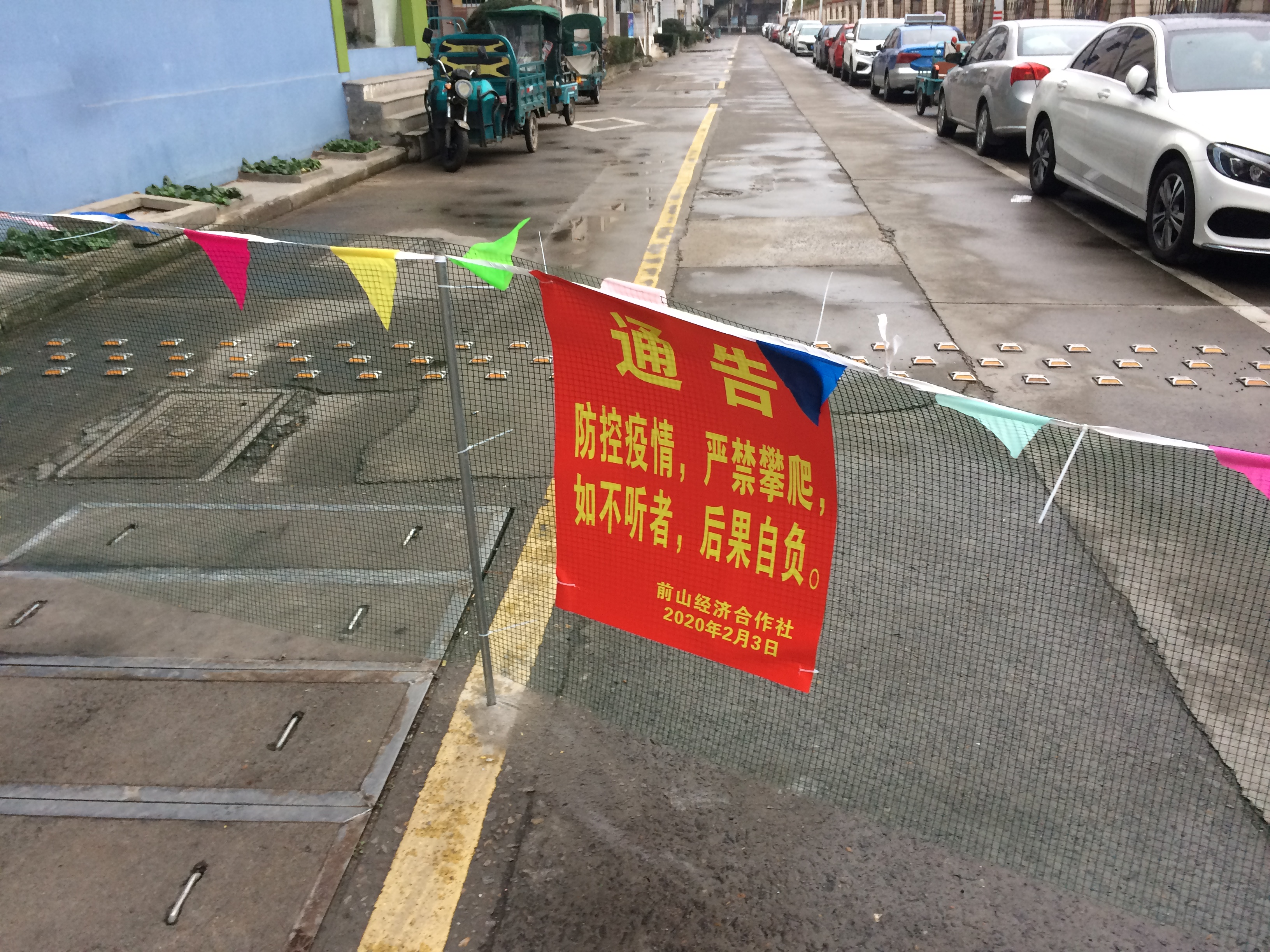
浙江省玉环市玉城街道天河路上的封路告示
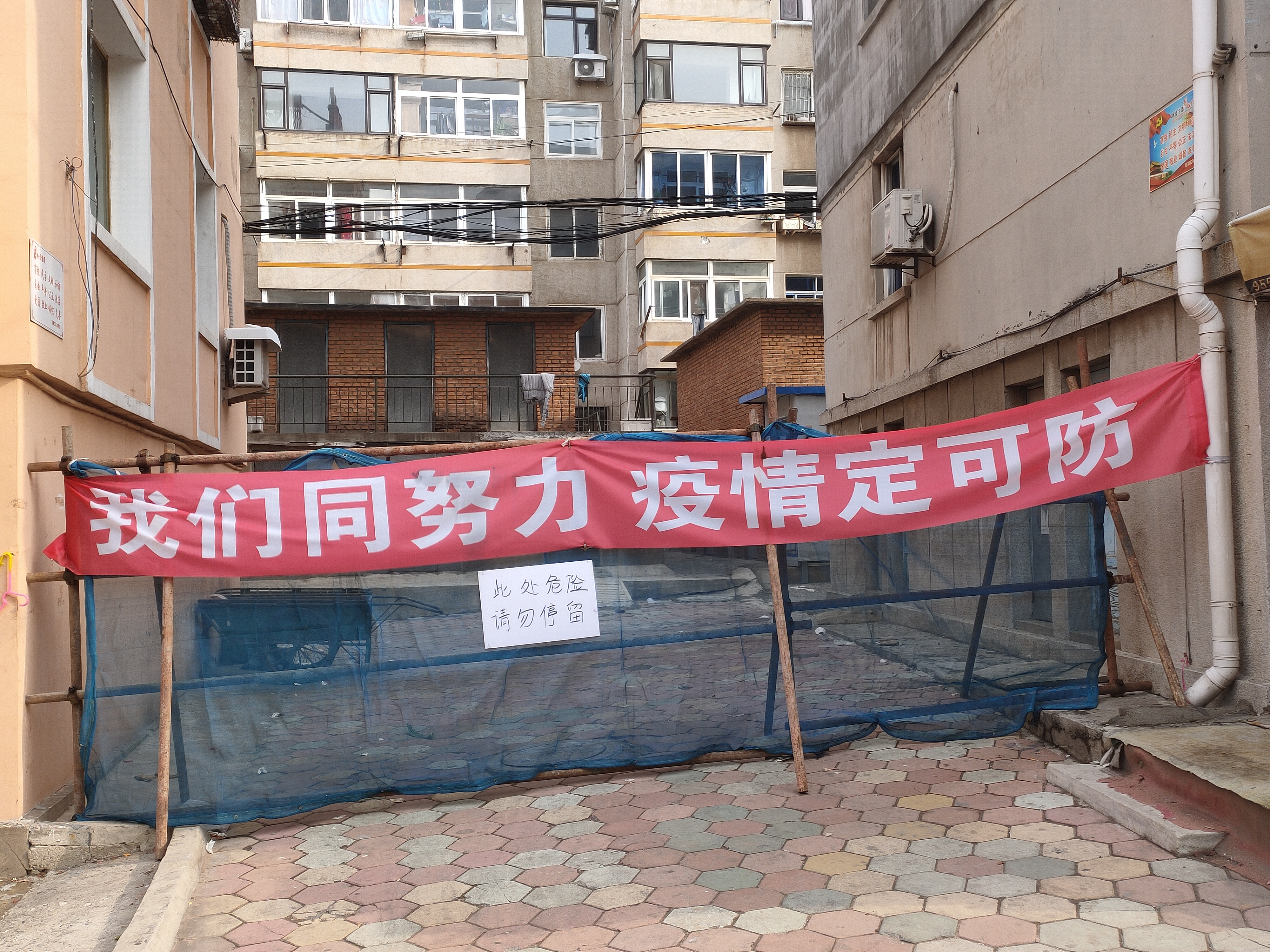
位于辽宁省大连市旅顺口区的一处封路标语
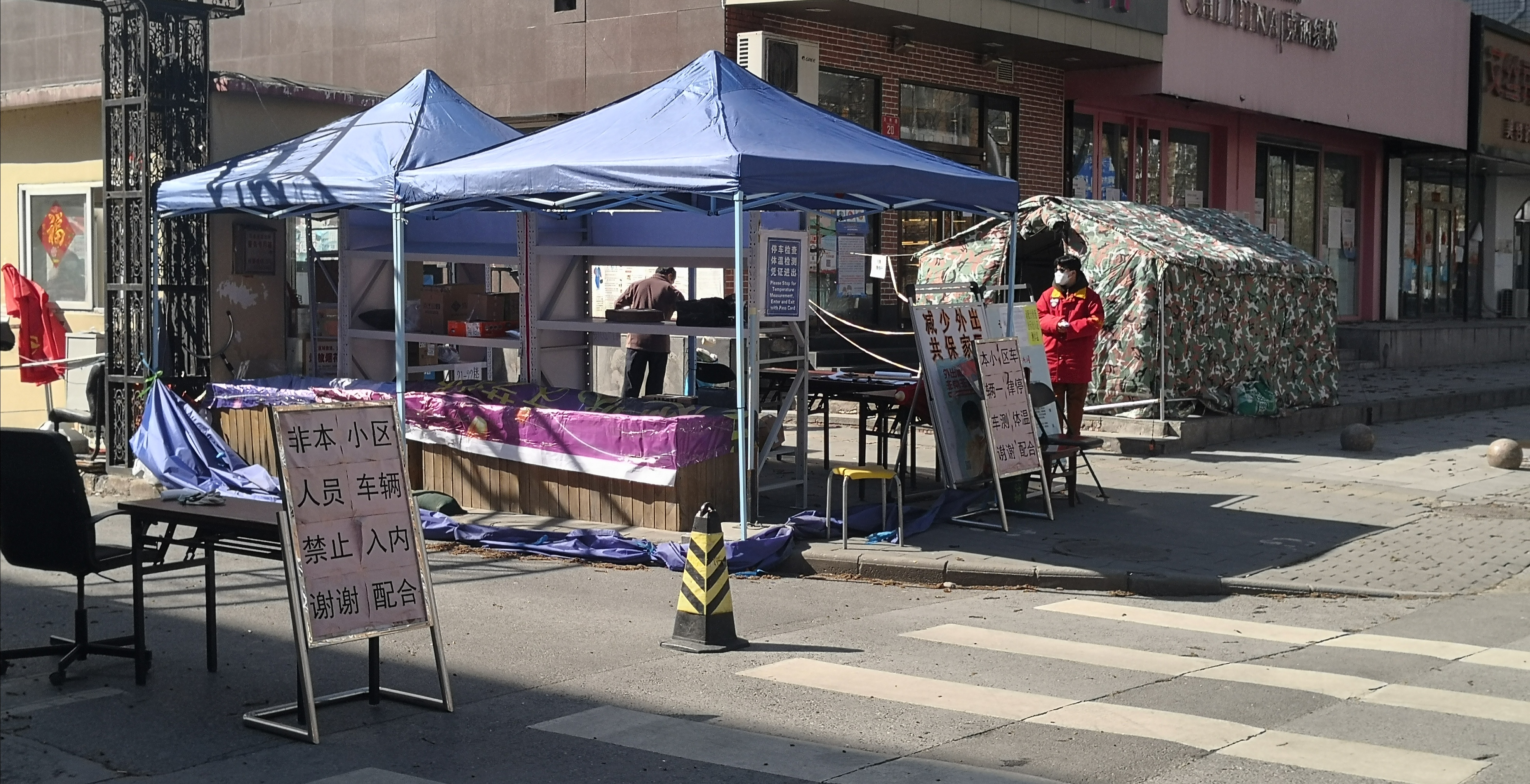
北京市小区封闭管理措施
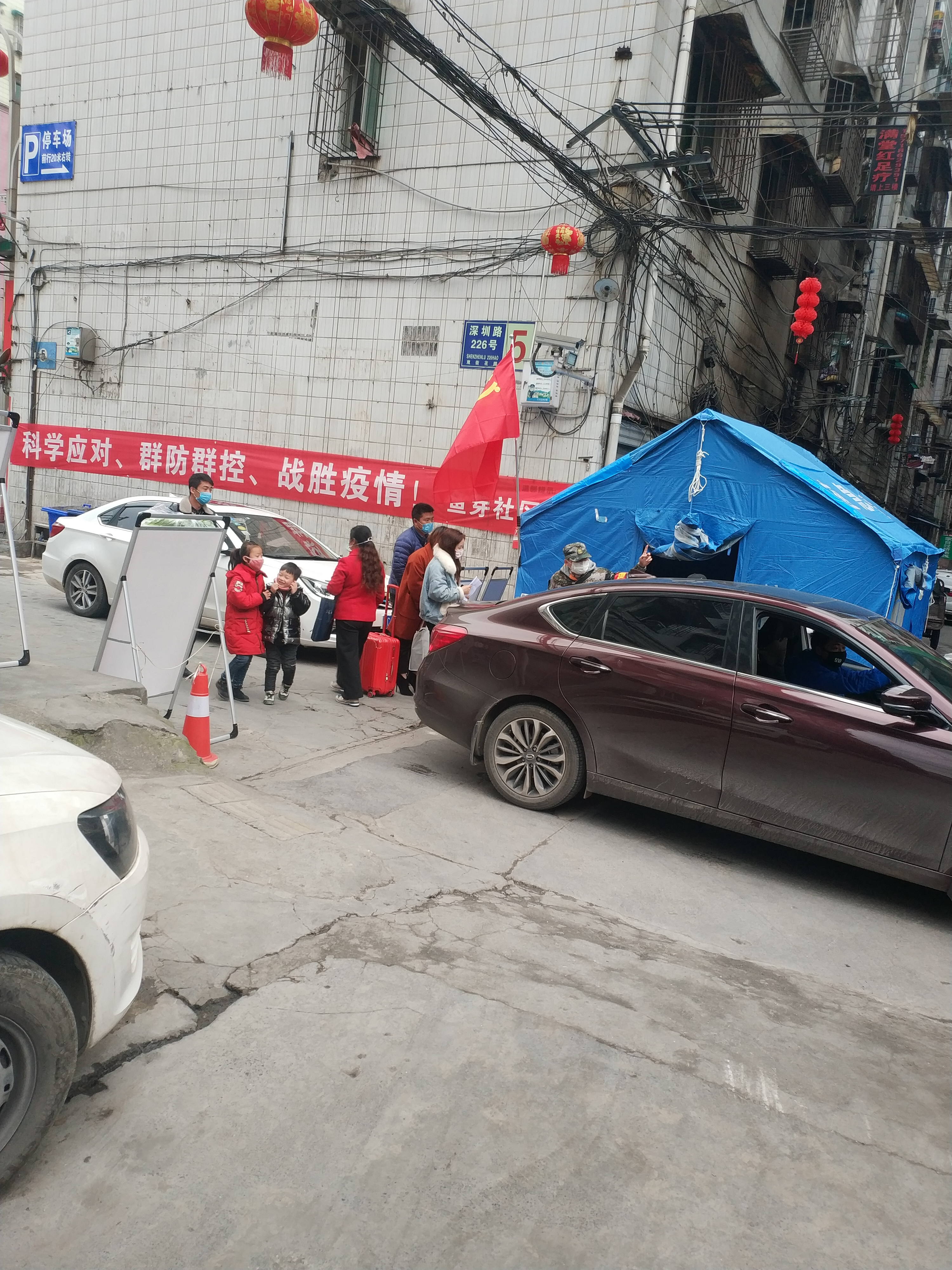
贵州省遵义市社区封闭管理的一处景象
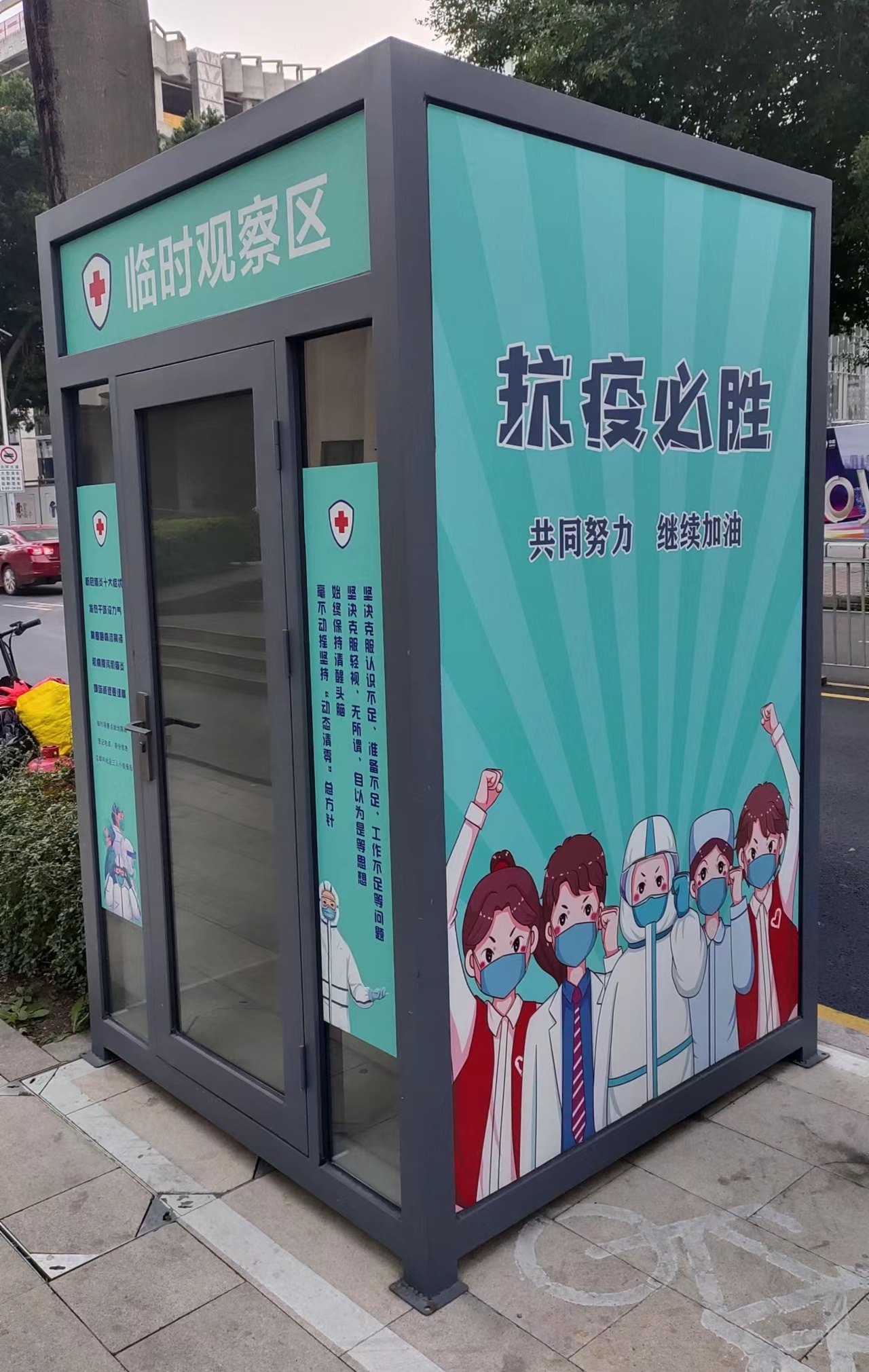
广东省深圳市一处临时隔离亭，上印有动态清零相关的标语（毫不动摇坚持“动态清零”总方针）

## 争议
清零政策支持者認為，采用该政策的地區的死亡率和经济增长率优于其他地區，并认为迅速且严格的病毒消灭措施可以尽快恢复正常生活。
反对者认为消灭嚴重急性呼吸系統綜合症冠狀病毒2型等呼吸道病毒如消灭流行性感冒或普通感冒一样不现实，用「打麻雀」來描述此次運動式清零。
一项研究评估认为，在高感染率地区（阿爾法毒株情境）实现清零需要三个月的严格封控。
德國疾控中心RKI（Robert Koch-Institut）指出，也有封控後才發現的弊端，比如兒童長新冠（long COVID）與症狀不明顯，對新冠耐受性強，但起初也把他們跟著大人一起停班停课，除干擾教育，研發對亟需同儕社交行為刺激的幼童，发现在腦部發育有負面影響。又以RSV病毒為例，年紀越小感染才能提早獲得保護力，對於新冠的嚴格防疫，對於各種傳染病的幼年人群抵抗力變差。因為封控，導致處於過度無病菌的環境中，整個群體都會缺乏獲得性綜合免疫力，造成重啟後爆發別種大流行壓垮醫療的現象，對於在安養院或是需要照顧的老年人，封控導致室內交叉感染，同時造成癌症與慢性病未能及時發現或是無法取得適當醫療的風險，故整體統計上反而可能影響預期壽命。
因為不少男女被限制在各自住宅中，媒體曝光對成家立業的年輕族群打擊也很大，疫情中即使是有家庭者經濟亦受影響，媒體指清零使得傳統觀念變化值得注意，不少夫婦也因家有數老必須重新考慮生活形態，報導稱COVID-19疫情以來結婚率下降了約12%，適孕女性受疫情影響難以照顧孩子，還有生育率斷崖下滑的風險，對人口危機頭疼的中國來說這不是好消息。
2022年9月，正在封控的貴州因為疫情防控要求，貴陽縣的官方巴士司機員帶著面鏡與防護服，在漆黑的深夜危險駕駛翻車，導致27名送往外地隔離的密接者死亡，官媒稱這是單純的事故責任，引起強烈批評，要求當局對相關的系列車禍也需直接負責，根據2018年發布的有關安全規定，凌晨2點至5點高速上客運巴士應該被封控，不得違規上路。
2022年11月5日，国家疾控局传防司二级巡视员胡翔在国务院联防联控机制新闻发布会上表示，将坚持“动态清零”总方针不动摇，在总结各地疫情防控实践和政策实施效果的基础上，组织专家根据病毒潜伏期、传播力、致病力的变化，不断优化完善疫情防控措施，提高科学精准防控水平，进一步统筹好疫情防控和经济社会发展。由于该阐述反复出现且未能有效落实，与群众预期不符，引发舆论强烈不满。胡錫進同日也發文稱，部份二三線城市經濟脆弱，沒辦法如上海一般投入資源，如果超長封控仍然連鎖爆發，不但有無力控制的風險，造成封城成效存疑，同時全民核酸手段已經用上仍不能全部查出來，那也代表中國的動態清零有弱點，政策恐怕已經被病毒逼到了十字路口，他認為冬天將會是改變與否的關鍵。

### 各方观点
- 多家媒体認為，中国大陸的防疫不再以科学为依据，而主要出于政治导向，是“政治防疫”，继续实行清零政策将使经济真正处于衰退状态，面临经济下行和清零政治需要这个无解的难题。[112][113][114][115][116]
- 有观点认为，清零政策是习近平考验各级领导是否服从、压制民众的手段[117][118]。
- 独立政治观察家唯辛表示，随着全世界的疫情和疫苗研发都已进入后疫情时代，中国大陸继续坚持动态清零所造成的直接后果和代价是多方面的：
  - 国际社会的脱钩、分离。
  - 经济受到巨大影响。
  - 对中产阶级和资本的信心造成巨大打击。[119]
- 据《纽约时报》采访，有证据表明，动态清零所仰赖的封锁手段严重打击消费支出，值得深思[120]
- 香港大学公共卫生学院流感研究中心主任管轶认为，长远来说已经没有机会达到清零的目标，主张增加疫苗接种和研究疫苗对新变种病毒的有效性[121][122]。
- 智库外交关系协会全球卫生问题高级研究员黄延中认为“奉行零确诊政策的意思，就是即使只有一宗确诊都不能接受，但其实即使是最好的疫苗也不能防止感染”，形容北京政府在向自己的人民推销自己有多成功时，却陷入了一个政治和意识形态的两难局面，認為清零策略是官方宣传的一部份，即表明抵抗疫情模式有多成功，同时也显示政治体制的优越性，如果放弃这种政策民众就会质疑政府的表现[122]。
- 中央研究院生医所兼任研究员何美乡认为从专业的角度来看，中国大陸清零成功的机率几近于零，建议北京应更著重于疫苗政策，形容“清零的方式对我们来说是一个临时的作为，是因为没办法要等一个更好的解决方法，但我看不出来中国政府在等什么”[123]。前美国沃尔特·里德陆军研究所病毒专家林晓旭認為，动态清零是做不到的[124]，且清零做法是非常不科学的，认为即使在奥密克戎病毒潜伏期为三至五天的情况下根本不需要每天检测，而大规模人员聚集的检测更会带来交叉感染。[125]
- 羅伯特·科赫研究所所长罗塔·维勒（Lothar Wieler）認為，单纯从传染病学来看，他无法理解无限坚持清零。疫情专家亨德里克·施特雷克（Hendrik Streeck）认为人们关在室内一样会感染残留病毒，这一切都与政治意愿有关，已经不是学术方法所能预测，法兰克福大学病毒学家桑德拉·策瑟克（Sandra Ciesek ）在研讨会上稱，封城的意义在于利用封城赢来的时间施打疫苗，或为解封之后的阶段做其它准备，但她却没有看到行动。[126]
- 《環球時報》前主編胡錫進2022年5月在其新浪微博帳號發文稱「一旦抗疫付出的經濟成本比疫情傳播對經濟造成的打擊還要大，情況就會變得很糟糕。」又稱若清零的成本无法降下来，清零恐将失败，但他的公众号发言已经被移除[127]。
- 美國抗疫專家安東尼·福奇在2022年5月表示，他認為中國大陸在疫情初期做得好，但在2022年時已完全是一場「災難」。福奇表示他可以理解封鎖这种做法，但封鎖必須是有目的的，政府必須在封鎖期間給絶大多數人群接種好的疫苗，如果只是封鎖並期待病毒消失，這是不可能發生的。没有任何目的或结果地进行长期封锁是毫无意义的。中国政府在实施封控时，似乎也没有一个“为开放做准备”的良好策略。他還認為中国的冠病疫苗效果，不如莫德纳、辉瑞、强生等疫苗有效。美国白宫冠病响应协调员阿希什·贾哈認為，中国要通过清零政策来遏制冠病，是非常困难的。封控和清零很难维持下去。他建議确保每个人接种冠病疫苗[128][129]。
- 世界卫生组织总干事譚德塞於2022年5月称中国的动态清零政策是不可持续，中国當局要求譚德塞“不要发表不负责任的言论”。[49]
- 張文宏教授表示：奧密克戎有一個基本的繁殖數（R0），也就是說一個人可以傳染9.5個人。曾經通過非藥物性的干預措施（NPI）都可以非常好的達到清零，但是當基本的繁殖數R0值這麼高時，疫情基本在世界上不會消失了。鍾南山也持有相同意見，認為動態清零非長期策略[130]。
- 俄勒岡州立大學學者紀駿輝表示，Omicron的傳染速率至少是之前新冠疫情最高傳染力的德爾塔變種（Delta）的5倍到10倍，人們用過去熟悉的傳染病控制方式去圍堵奧密克戎都不太有效，疫調根本跟不上它的傳播速度，幾乎全世界都沒有辦法徹底擋住奧密克戎的快速傳播[131]
- 《联合早报》2022年10月刊登的评论文章表示，随着奥密克戎变异株的出现，高传染性的特性让清零的任务变得越来越困难。而令中国大陆民众希望看到的是防疫政策上更清晰的时间表和规划，而非既定立场的重申。[132]
- 英国广播公司发表的文章认为，在全球迈向解封的背景下，中国继续坚持清零政策，或打击国家的经济民生，危害超过该政策带来的公共健康红利。耶鲁大学公共卫生学院副教授陈希认为，长期“清零”的代价甚巨。强调“随着新冠变种病毒传播力变得越来越强，会议中提到的精准防控、不层层加码估计将越来越难做到，唯有加快各项解封准备工作，尽量在更大社会矛盾爆发前使疫情防控软着陆。”[133]

## 案例

### 中国大陆
自2020年1月23日武汉封城起，中国大陆便开始执行严格的清零政策。中国卫生专家梁万年作为第一作者发表的一篇论文认为，自2021年8月开始，中国大陆开始探索施行“动态清零”政策。该政策指在遵循“外防输入、内防反弹”的基础上，“发现一起、扑灭一起”，快速切断每一起传播链，使每场疫情均以感染者清零、传播链中断为止。2021年11月，多地开始采取“与病毒共存”政策，但因共存政策反而會導致大規模傳染，中国大陸继续严格执行清零政策。如中华人民共和国国家卫生健康委员会主任马晓伟2021年12月表示“动态清零”的政策不会动摇，并表示防疫抗疫工作由“习近平总书记亲自指挥，亲自部署”。在2020年和2021年，由于早期变异病毒的传染性弱，容易发现、追踪和消灭，因此清零政策的执行在当时的中国大陆是较为容易的。
2022年，奥密克戎变异株引发的病毒开始在中国大陆广泛传播。根据前中共中央党校教授蔡霞的说法，当年2月，在奥密克戎病毒变异株于上海爆发以后，举行了一次有约60名流行病专家参加的在线会议。根据会议共识，倘若上海按照最新公布的官方指导方针包括放宽隔离要求，当地的日常生活可以正常进行，上海市党政系统及卫生系统的大部分官员均支持这一做法。但这一做法遭到习近平的反对，拒绝听取专家意见，继续执行清零政策。同年3月以来，中共中央總書記習近平多次發出指示必須堅持動態清零政策，強調防控方針是由黨的性質和宗旨決定的。3月17日，习近平主持召開中共中央政治局常委會，會上繼續要求「動態清零」，盡快遏制新冠疫情擴散蔓延勢頭。
在2022年2月至3月新华社对香港疫情的报道中，马晓伟介绍“动态清零”時稱，“动态”就是不追求绝对零感染，政策精髓是快速、精准，守住不出现疫情规模性反弹的底线，是控制疫情的“法宝”。同年4月，馬曉偉在《學習時報》撰文，強調習近平在抗疫工作的每個關鍵時刻都給予重要指導，要鞏固防控成果，用實際行動迎接中共二十大召開。
2022年4月17日晚，中国疾控中心流行病学首席专家吴尊友在新浪微博发文，针对动态清零及相关误解发表看法。他说，有些人对继续坚持“动态清零”没有信心，甚至有人把“动态清零”与“零感染”混淆，认为现阶段针对新的疫情形势，“清零”不可能实现。吴尊友介绍称，“清零”就是“从有到无的过程，就是把疫情消灭的过程”，此处指的消灭是仅指某地某时刻发生的某一起疫情，并不是指广义的全国范围的总疫情。而“动态”就是疫情发生与清零是在不断变化的。因此，动态清零的根本宗旨就是发现一起疫情，扑灭一起疫情，不让疫情在当地“生根”，不等于零感染、封控、全员核酸检测或影响经济。
2022年3月底至4月，多個媒體用「社會面清零」形容吉林省（長春市）及上海市的爆發式疫情。4月下旬，國家衛健委疫情应对处置工作领导小组专家组组长、清华大学万科公共卫生与健康学院常务副院长梁万年对媒体表示，“动态清零”方针等举措相当于为全民应对疫情变化、病毒变异传播等不确定因素购买一份保险，牺牲少数人的消费换取整体社会福利的最大化，且能促进数字经济发展、有力保障民生和脆弱人群。梁万年还表示，选择“躺平”后造成的恶性循环将是一场灾难，严重冲击社会。
2022年5月5日，中共中央政治局常务委员会召开会议，主持会议的中共中央总书记习近平在會議上指出要深刻、完整、全面认识党中央确定的疫情防控方针政策，坚决克服认识不足、准备不足、工作不足等问题，坚决克服轻视、无所谓、自以为是等思想，始终保持清醒头脑，毫不动摇坚持“动态清零”总方针，坚决同一切歪曲、怀疑、否定中国防疫方针政策的言行作斗争。习近平为此不点名批評了質疑中央政策，或是執行政策不力的官员，警告如果不這樣做，經濟災害後果將隨之而來。
5月10日，世界衛生組織總幹事譚德塞在記者會上公開表示不認為中國大陸推行的清零政策可以「持久進行」，世卫组织認為「当我们对这种病毒有更好的了解及有很好的抗疫工具可使用时，过渡到另一个策略便非常重要」，并且已经與當地專家讨论過有關問題。世卫紧急事务主任邁克·瑞安隨後稱，防疫目標是在控制与其对社会的影响之间平衡，除了要考虑对经济的影响，也要考虑该政策对人权的影响。聯合國新聞中心在新浪微博官方賬號刊登標題為“世卫组织正与中国专家探讨清零政策”的貼文在5月11日上午發表1小時後遭到刪除，新浪微博指聯合國的該篇貼文「違法」，中华人民共和国外交部发言人趙立堅回应時強調中國是全世界防疫最成功的國家之一，警告“不要发表不负责任的言论”。
5月17日，譚德塞重申清零政策「無法持續」，也補充說尊重各國人民的選擇。負責人邁克爾·瑞安再次表態，新冠大流行無法用單純的抑制策略擺脫，認為北京沒有充分利用別的方針，例如將有限的資源投入到疫苗等。
5月18日，由於包括上海封鎖在內的衛生限制措施對外國企業造成壓力，法新社引述外交方面消息說，習近平對此許諾「中國向世界開放的意願不會改變」。據一次貿易峰會上通過視頻播放的講話中，習近平稱「中國的大門將永遠向世界敞開」，「中國將繼續保持有利的商業環境，並與國際需求相稱」，並呼籲在應對新冠疫情和經濟發展之間取得平衡。外界分析認為，在5月16日公佈的經濟成績比預期嚴峻之後，習近平的權威似乎已被是否堅持清零以及其成效所綁定，並將動搖他本人的連任以及其派系的接班晉升之路。同日，譚德塞重申习近平的清零策略「不可持续」，負責人邁克爾·瑞安也再次表態，稱中國大陸雖面臨防疫困難，但對新冠死亡人數保持在非常低表示讚許，同時希望資源也能投入在別種策略上。採取清零的朝鮮民主主義人民共和國疫情一度快速惡化，譚德塞稱世衛已要求與之分享數據，也曾提出向朝鮮民主主義人民共和國和厄立特里亞提供疫苗、藥品、檢測和技術支持，但對方至今尚未回應。世衛稱防疫合作前提是需要他們去接受援助。
由于奥密克戎对清零任务带来巨大挑战，中国大陆各地为此开展高密度的大规模常态化核酸检测，也使得部分检测机构在当年取得大量利润。多地也要求进入公共场所的民众必须出示一定时效内的核酸检测阴性结果，对未按要求参加核酸检测的人员以“拒不执行在紧急状态情况下依法发布的决定、命令”处以行政处罚。5月下旬，上海、杭州、深圳等城市正在積極開展「步行核酸採樣圈」的工作，上海已經佈局便民採樣點和流動採樣點9900個，杭州全市每日開放採樣點位保持在1萬個以上。不过引来外界质疑其成本是否过高，另外永久性方艙醫院也已经部署。
6月28日，習近平到最初爆發疫情的武漢市考察時重申實施動態清零，強調如果搞「集體免疫」、「躺平」之類的防控政策，後果不堪設想，寧可暫時影響一點經濟發展，也不能讓人民生命健康受到傷害。

##### 持續性
2022年5月，在西安與上海等地疫情防控的爭議中，中共中央总书记习近平领导的中华人民共和国政府坚决實施清零政策，媒体宣称该主张相较与病毒共存更能保障人的生命权和健康权，同时还能保住经济增长率，认为雖有質疑但此举背後是科学的支持，經得起歷史檢驗。譚德賽2022年5月10日表示清零策略不可持续，世卫组织已经与當地专家进行讨论，呼籲在防疫與人權取得平衡。同月，一份復旦大學等機構針對同一時間上海疫情若出現外擴的研究显示，中国大陸若放棄清零且不採取加強疫苗接種和治療支持等適當的保障措施，會導致約150萬人死亡，也強調若採取保障措施則可以大大减少死亡人数。香港大学流行病学家高本恩表示，过渡必须是渐进的，他想不出现在还有什么可以等待的，完整接種疫苗和抗病毒药物的出现已經提供了摆脱“清零”的机会。国家卫健委疫情应对小组曾表示，坚持动态清零主因是“窮困地區尚多”，医疗资源貧富不均，将会面臨严重挤兑风险。
《人民日報》在2022年5月23日刊文，表示計算經濟賬、成本賬、生命賬、國情賬等方面，得出動態清零總方針可持續的結論。經濟日報以上海舉例，稱雖然需要經歷短時間的封控，唯稱採動態清零，有效平衡了抗疫、經濟發展、生活生產，不過要求盡快復工。其後上海返工期間發生重大損失意外，被質疑是封城太久的次生災害。此外，越來越難應付的新毒株出現，更嚴厲的政策经济成本上也變高昂，據國務院總理李克強在2022年5月的「全國穩住經濟大盤電視電話會議」上坦言，針對奧密克戎的清零，使經濟在某些方面和一定程度上，比2020年原始疫情衝擊時還大。習近平當局堅認與病毒共存是「躺平」心態，在6月仍表態清零為長遠計劃，用於取得疫情防控和经济社会发展的双胜利，两者必定兼顾，以「大仁政」稱呼。分析師普遍認為清零傷害經濟，呼籲調整。外界則認為，因為習近平強推清零政策造成沉沒成本已經太高，故2022年中共二十大以前必須堅持清零是保住他順利打破限制再次連任中共中央總書記，实际上是执行政治任务，将防疫政策与措施政治化，将政治工作凌驾于科学之上。一些观点认为，在奥密克戎变异株毒性减弱，病程相当于流感的情况下，“动态清零”政策已经与科学防疫背道而驰。有人認為二十大後會結束動態清零。高盛集團的研究報告指出，習近平的防疫政策在中共二十大後仍會持續，至少到2023年第十四屆全國人大召開，完成領導班子交接後才有轉變的可能。10月11日，人民日报在第二版刊登署名仲音的评论员文章，强调“动态清零”可持续而且必须坚持。美國之音認為這標志著中共20大结束后中国的防疫政策可能适度放松的幻想彻底破灭。而在同年9月中旬，习近平赴哈萨克斯坦和乌兹别克斯坦进行国事访问，亦是疫情以来习首次出国访问。BBC的报道称，习近平的此次访问“可能”被视为中国将放宽清零措施的信号。
2022年10月中共二十大召開時，中共中央總書記習近平在二十大報告中提出坚持“动态清零不动摇”。同年11月10日，習近平主持中共中央政治局常委會會議，繼續強調堅定不移貫徹「動態清零」總方針，要完整、準確、全面貫徹落實黨中央決策部署。不過11月11日国务院联防联控机制综合组公布《关于进一步优化新冠肺炎疫情防控措施 科学精准做好防控工作的通知》，软化清零政策。之後人民日報一度不再提"动态清零"而只着重"外防输入、内防反弹"。不過11月20日當局又喊話「清零不走樣」，當天石家莊下令多個區重啟封控和全員核酸檢測。邓聿文认为，新措施的出台，是因为维稳成本、经济成本和社会声誉成本随着“清零”措施的持续而不断增加，已经到达了某个临界点，同时新措施某种程度上可以看作是中国大陆转向逐步放开的信号。
2022年12月6日，中共中央總書記習近平主持召開中共中央政治局會議，會上提到2023年繼續優化防控措施，但未再提及「動態清零」。

##### 爭議性
白紙運動，又稱白紙革命，或称中国封控抗议、白紙抗議、白纸行动、反“清零”、举白纸示威，是指2022年11月末至12月初，中華人民共和國境內由悼念新疆乌鲁木齐火灾而引發的全國大規模反對清零政策示威潮，得名於國內民眾迫於言論受限而舉起白紙的象徵行爲。運動始於11月26日的南京傳媒學院白纸行动，隨後蔓延至全國。
此次示威潮起源或可溯至10月13日彭立发於北京四通橋上為抗議當局清零政策嚴苛而作的個人抗爭。11月中旬，優化防控措施20條發布後，疫情反覆，20條措施形同虛設，以至於「層層加碼」的做法引起民怨。隨後11月14日夜晚，廣州爆發反封控示威，河南亦同時爆發鄭州富士康抗議。
11月24日，新疆烏魯木齊市天山區一住宅樓發生火災，造成10人罹難，9人受傷。次日晚，烏魯木齊爆發大規模抗議。26日起，白紙運動全面爆發，示威潮至少遍佈中國21省與海外多地，多個大型城市均出現群体性聚集事件，以南京、上海为始，隨後北京、广州、福州、廈門、沈阳、哈尔滨、长春、重慶、成都、蘭州、杭州、西安、武漢、鄭州、大理、长沙、濟南、太原、烏魯木齊、拉薩、佛山、珠海等地的市民和至少近百所高等院校學生先後响应运动。
面對示威持續多日，当局加派警力並低調調整政策。11月30日，国务院副总理孙春兰強調需要繼續完善防疫措施，並表示防疫面臨「新形势和新任务」。据《华尔街日报》及《南华早报》报道，12月1日中國領導人習近平在會晤欧盟领导人夏尔·米歇尔时回应该运动称：“抗議群體主要由學生組成，他們對官方自疫情爆發3年來實施的嚴格清零政策感到沮喪”。
全國範圍內的抗议少見地再次出現在中國大陸，也引发国际舆论广泛关注，被视作1989年六四事件以來中國大陸爆發最大規模的反政府集會示威運動。本次運動抗议者除反对動態清零政策，还呼吁解決中国社会其他不合理的現象，其訴求亦得到官方折衷的回应。有分析认为白纸运动的示威浪潮对刚展开第三任期的习近平民望造成了损害。
2022年12月31日，习近平发表2023年新年贺词，贺词中提到，中国在抵御新冠疫情方面经历了“艰苦卓绝”的努力，战胜了“前所未有”的困难和挑战，疫情防控进入“新阶段”。習近平還承認三年来的疫情防控给人民生活带来困难。这也是习近平在12月初中国当局放弃“动态清零”防疫政策以来，首次公开谈及中国未來的防疫工作新方向。
但随着中国当局放棄動態清零、放松管控后出现COVID-19感染潮，引起了网络上一些清零支持者们的不满。但不少清零派没有把矛头指向中国政府，而是将责任归咎于此前反对封控的抗议者和响应当局放开政策的中国媒体，並有人攻擊南京傳媒學院白纸行动。清零派給支持與病毒共存的人（放开派、躺平派）起绰号叫「躺匪」；也有人抱怨政策突然转向操之过急，认为应分阶段循序渐进退出清零政策。一些支持放開的人士開始遭到網民批評，如從之前支持政府动态清零政策转为敦促全国支持放宽限制的胡錫進与曾表示疫情只会再持续几个月的张文宏，這兩人都在网上遭到严厉指责煽動放開。不过世卫组织突发卫生事件规划执行主任迈克·瑞安并不认为是结束清零政策导致了感染者激增，称早在中国决定放弃严格的清零政策前就已经出现爆炸式增长；香港大学医学院生物医学学院教授金冬雁亦持此看法。

### 澳門
澳門一直跟隨中國大陸嚴格的清零政策，在2022年中爆發聚集性疫情，衛生局傳染病防控處處長梁亦好表示，「動態清零」一定是澳門特區政府抗疫的目標，從來都沒有改變。而何時才能達成清零的目標取決於全民核檢以及市民配合程度。
澳門行政長官賀一誠表示，澳門若選擇「躺平」處理疫情而非堅持「動態清零」，之後與中國大陸的通關或要面臨隔離，對澳門的影響會更加大。2022年7月9日，行政法務司司長張永春於防疫記者會上宣佈行政長官賀一誠的批示，澳門由7月11日至7月18日進入「相對靜止管理」（葡萄牙語：Estado Relativamente Estático），全澳將會暫停所有從事工商業公司和場所的運作，包括娛樂場所，但維持社會必要運作以及居民生活所需的公司或場所不會受到影響。
澳門長時間保持「清零」，獲中央政府批准2022年11月起恢復大陸遊客來澳旅遊。澳門仍維持與香港、台灣及海外實施入境澳門七天隔離及三天醫學監察，即「7+3」模式。自2022年11月12日起，澳门紧跟中国内地标准的调整，由香港、台灣及海外入境澳门人士的医学观察期改为“5+3”（即5天集中隔离医学观察及3天居家隔离医学观察）。12月6日開始，內地5天內有高風險區旅居史的乘客無法前往澳門，高風險所屬街道（新低風險區）乘客入境後則需要做多次核酸。
2022年12月7日，中國大陸公布新十条并開始放寬防疫措施，澳門并未跟进。由外地來往澳門除繼續要求核酸檢測外，更新增到澳前要有抗原檢測要求，繼續實施落地檢，且進一步增加抵澳後核酸檢測次數要求；而在當地亦維持進出場所要求出示澳門健康碼、掃場所碼等。澳門因而一度成為全球唯一一個還在堅持動態清零的地區。不过自12月9日开始，澳门取消入境人士的落地核酸检测、入境后的核酸检测和快速抗原检测措施，并允许轻症患者及无症状感染者居家隔离，不再进行区域性封控。12月17日起，澳門再次调整入境政策，由香港、台灣及外國入境澳門人士，由5天集中隔離醫學觀察及3天居家隔離醫學觀察，改為5天居家隔離醫學觀察及3天離境限制，入境後直至入境翌日起計第9天凌晨零時前，不能經澳門前往內地。12月23日起，澳门调整由香港、台湾和外国入境澳门人士的防疫措施，包括取消落地核酸检测、澳门健康码“红码”及入境翌日起计第三天接受核酸检测的要求。新安排下入境澳门者的澳门健康码将列为“黄码”，有关人士须接受自我健康管理，并按要求进行快速抗原检测，将结果上载至澳门健康码。2023年1月8日起，澳门调整入境和过境澳门的防疫措施，由内地和港台入境澳门的人士无须出示任何检测证明。由内地以外地区入境澳门的人士，在入境翌日起计第7天内离境前往中国内地时，须出示48小时内采样的核酸检测阴性证明（珠澳口岸为采样日后48小时，其他口岸以目的地口岸的要求为准）。

### 香港
香港在疫情初期跟隨中國大陸實施嚴格的清零政策，以爭取與中國大陸免隔離通關。兩地對確診的定義有明顯的分別，香港對確診的標準範圍遠比中國大陸廣闊，香港核酸檢測陽性即使沒有病徵也算作確診，並且任何死因的死者於死前的28日內病毒檢測陽性均列入確診死亡個案，至於中國大陸即使核酸檢測陽性但沒有病徵便不計入確診數字，計算確診的方式不同致使香港確診及死亡個案長期相對偏高，並更難實現通關。當時凡市面有確診個案，確診者無論是輕症或重症都被送去醫院或隔離設施隔離及治療；凡有確診者身處過某社區或大廈，身處該社區或大廈的人士須進行強制檢測，以篩出確診者。此舉一度令香港能長時間做到零感染，但隨著2022年初極高傳染力的變異株Omicron來襲，檢疫酒店群組爆發，確診人數急劇增加，港府的廣闊確診標準及嚴格的確診及密切接觸者隔離措施，引致醫療系統超出負荷，導致死亡人數急速上升，部分立法會議員更藉機催促港府領導層實施全民檢測及封城，造成社會恐慌。
香港於疫情大流行期間已經有數百萬人被感染而完成免疫屏障，故在社會及經濟壓力下調整政策，在同年8月至9月再度反彈時，沒有再次收緊防疫措施，9月底對海外與台灣完全開放，但政府強調仍會控制疫情規模在安全範圍內。
2022年9月，衞生署衞生防護中心傳染病處主任張竹君承認香港難以做到清零，未來可能要與病毒共存，同時政府亦暫停舉行每日疫情記者會。 2022年9月尾起，政府改為實行從海外及台灣入境香港無須酒店隔離，只保留三天的醫學監測，即「0+3」入境措拖，亦陸續放寬防疫措施，逐漸拉開與中國大陸清零政策的距離。政府專家顧問亦認為香港已充分具備撤銷大部分防疫措施的條件，到11月公共燒烤場及露營營地在關閉兩年半後重開。2022年12月中国大陆放弃清零之后，香港更进一步放宽了限制，包括取消黄码、实行事实上的“0+0”入境政策（核酸阴性的境外人士抵港后即直接赋蓝码，可自由出入公共场所）等。随着香港和中国内地放宽防疫措施，香港政务司司长陈国基表示，争取最早在2023年1月8日落实首阶段通关。通关初期，往来人数会有配额限制，往来旅客都需要进行核酸检测，提交核酸阴性证明才可过关。2月6日起，經粵港陸路口岸出入境預約通關安排取消，从香港入境内地人員如7天內無外國或其他境外地區旅居史，無需憑行前新冠病毒感染核酸檢測陰性結果入境。

### 台灣
疫情爆開初期，台灣推行嚴格的隔離與清零政策，2021年傳染力增強的新冠病毒變異株Alpha及Delta來襲導致台灣本土疫情爆發時，亦用三級防疫的軟封控方式，成功擋下兩波攻擊，一度被稱為「清零模範生」。自從極高傳染力的變異株Omicron再度來襲，台灣確診病例激增，當局認為清零已無可能，改採「與病毒共存」政策，允許輕症和無癥狀感染人居家隔離，無需住院。政府也減少了入境旅客和被定為密接人群的隔離天數。自2022年10月起，入境台灣無須再隔離，改為七天自主防疫，即「0+7」模式。疫情指揮中心在11月28日宣布，2022年12月1日撤銷戶外口罩令，戶外不用戴口罩，戶內則按情況不用戴口罩。2023年2月7日起，台灣取消對中國大陸直航入境台湾航班及金馬地區民眾春節交通專案等旅客，於機場/港口進行唾液PCR檢驗之措施。此外，自中國大陸啟程經港澳轉機入境臺灣的旅客，須持有啟程地搭機前48小時內PCR檢驗報告或24小時內抗原快篩檢驗報告之規定，亦於同日起取消。

### 朝鮮
2022年5月12日，朝鮮勞動黨第八屆中央委員會第八次政治局會議召開，當局報告首例2019冠狀病毒病確診病例，朝鮮勞動黨總書記金正恩決定就Omicron變異株輸入境內事態實施國家檢疫項目作為最大的緊急檢疫制度，並在翌日宣布啟動「全居民密集篩查」，表示將積極採取應急措施全部查找、徹底隔離並治療發熱患者和可疑症狀人員，5月14日，金正恩表示一場「巨大災難」正在爆發，但即使如此他們稱堅持以清零政策面對，拒絕世衛援助，外界對其拒絕的原因眾說紛紜，推測是因為須公開數據。朝鮮發佈奧密克戎毒性低的宣傳引發爭議，加上光是有症狀者已達兩百萬之數，卻缺乏檢測工具、只使用傳統藥物抗新冠等做法，令外界質疑其清零口號。朝鮮于5月中旬称疫情已经趋缓，暗示可能放寬封鎖和隔離措施。他们已经确定婉拒了外界援助，并质疑欧美疫苗的效果，将会用国产药物以及进口抗疫物资来击败疫情。8月11日，金正恩宣布朝鮮徹底消滅新冠病毒，取得防疫戰的勝利，當天起「最緊急防疫體系」降級為「正常防疫體系」。朝鮮勞動黨副部長金與正表示，疫情期間金正恩一度高燒病重。她將朝鮮疫情歸咎韓國的傳單散播病毒，聲言會報復反制。朝中社表示三個月的疫情有470多萬發燒患者治愈，致命率為0.0016%。2022年9月8日，金正恩在朝鲜第十四届最高人民会议第七次會議上發表施政演説，稱衛生部門迫切需要提高防疫水平和能力，促進防疫能力建設，切實實行疫苗接種，提倡戴口罩。
2023年1月25日，总部位于首尔的朝鲜新闻援引一份朝鲜政府通知报道说，由于一种未指明的呼吸道疾病的病例增加，朝鲜首都平壤当局已下令封锁五天。俄罗斯驻朝鲜大使馆也证实了朝鲜在此期间采取了封城措施对抗疫情，并在1月30日解封。
2023年8月27日，朝鲜政府允许因疫情被迫滞留海外的朝鲜公民回国，但在入境后需要接受为期一周的隔离。

### 其他地區
澳洲、新西蘭、越南和新加坡等地在疫情發生初期採取清零政策，包括實施大範圍封控、全市停工停課、封城等措施，試圖完全阻止病毒傳播。隨著變種病毒株Delta及Omicron的出現、疫苗接種率不斷上升及對病毒有更深入了解，大部分地區在2021年底揚棄清零政策，取消境內強制檢測及隔離措施，出入境旅客符合接種疫苗的條件便無需接受檢疫隔離，有的甚至完全废除所有防疫限制。

## 备注
1. ↑  张文宏早在2020年7月就有针对疫情提到“动态清零”一词[6]。“动态清零”一词有时也会被用在与疫情无关的领域[7]。
2. ↑  即不是追求没有人被感染